# Chilibre
Chilibre est un corregimiento et une ville du Panama, située dans la province du Panama.
La population était de 37 380 habitants en 2008.